# Fetzi Baur
Fetzi Baur (* 14. September 1951 in Tuttlingen) ist ein deutscher Kunstfotograf in den Bereichen der Porträt- und Architekturfotografie. Nach seiner Ausbildung zum Fotolaboranten begann Fetzi Baur als Fotograf zu arbeiten. Erste Einblicke in das künstlerische Wirken konnte Fetzi Baur bei dem südafrikanischen Fotografen Sam Haskins und dem Münchner Künstler Stefan Moses (u. a. Fotograf für das Magazin Stern) sammeln.

## Karriere
Fetzi Baur arbeitet seit 1973 im Raum Stuttgart als Fotograf für Porträt-, Architektur- sowie Industriefotografie, dort lebt er auch. Er veröffentlichte ab 1975 eine Reihe nationaler sowie internationaler Ausstellungen. Sein erfolgreichstes Porträt-Projekt „Menschen, Macher, Zeitprofile – Augenblicke unserer Zeit“ stellt Wirtschaftsgrößen, Politiker, Prominente aus allen Bereichen, aber auch den einfachen Bürger in Szene.

## Ausstellungen
- Seit 1975 – mehrere Ausstellungen im Bereich der Porträt-, Landschafts- und Architekturfotografie – beispielsweise das Projekt „Architecture and Landscapes“ und „Women and Figures“
- 2003 – heute: Menschen, Macher, Zeitprofile – Augenblicke unserer Zeit (Porträt-Fotografie)
- 2008 – 2010: „Hecho a Mano“ Fotografien aus Havanna.
- 2009 – heute: „Einraumwohnung“

## Buch-Veröffentlichungen
- 2002 – Foto-Buch der Feuerwehr Stuttgart mit eindrucksvollen Bildern aus Einsätzen der Freiwilligen, Jugend- und Berufsfeuerwehr Stuttgart

## Charity
Fetzi Baur setzt sich bereits seit Jahren für die Belange und Notstände bedürftiger Kinder ein. Als Vize-Präsident des Kiwanis-Club Stuttgart wird ein Teil der Erlöse seiner Ausstellungen als Spende an die Organisation weiter geleitet.